# Kwitajny
Kwitajny (deutsch Quittainen) ist ein Ort in der Gmina Pasłęk, Woiwodschaft Ermland-Masuren, im Norden Polens.

## Geographische Lage
Der Ort liegt im ehemaligen Ostpreußen in der Landschaft Ermland-Masuren, etwa zehn Kilometer östlich von Pasłęk (Preußisch Holland), 28 Kilometer östlich von Elbląg (Elbing) und 53 Kilometer nordwestlich von Olsztyn (Allenstein) in einem fruchtbaren Tal, das von Hügeln, Wäldern und Hainen umgeben ist.
Westlich der Ortschaft fließt das Flüsschen Zalle.

## Geschichte
Bis Ende des Zweiten Weltkriegs 1945 gehörte das Gebiet zum Kreis Preußisch Holland im Regierungsbezirk Königsberg der Provinz Ostpreußen. Der Amtsbezirk Quittainen im Kreis Preußisch Holland umfasste damals die sechs Gemeinden Groß Thierbach, Lägs, Mäken, Nauten, Pergusen und Quittainen.
Die Ortschaften Groß und Klein Quittainen wurden am 8. April 1431 in einer Handfeste erwähnt, die der Elbinger Ordenskomtur Konrad von Beldersheim in Preußisch Holland beurkundet hatte.
Laut einer in Königsberg i. Pr. ausgestellten Handfeste war Groß und Klain Qittainen am 4. Dezember 1557 von Herzog Albrecht von Preußen zusammen mit zahlreichen anderen Gütern für treue Dienste Anton von Borke überlassen worden; in einer weiteren in Königsberg am 17. April 1573 ausgestellten Handfeste wurde der Familie Borke dieser Besitz durch Herzog Albrecht Friedrich von Preußen bestätigt. Im Zeitraum von 1681 bis 1695 war der kurfürstlich-brandenburgische Generalfeldmarschall Freiherr Georg von Derfflinger (* 1606; † 1695) Lehnsherr der Quittainenschen Güter. Nach dessen Ableben kamen die Güter an den kurfürstlich-brandenburgischen Generalfeldmarschall Johann Albrecht von Barfuß, der sie seinem Sohn Karl Friedrich Ludwig von Barfuß hinterließ; dieser stammte aus zweiter Ehe mit Eleonore von Dönhoff.
1710 wurde Quittainen von der in Ostpreußen ausgebrochenen Pest erfasst, die zahlreichen jungen und alten Menschen den Tod brachte.
Karl Friedrich Ludwig von Barfuß ließ im Zeitraum 1714–1719 in der Mitte des Dorfes unweit des Schlosses eine neue Kirche im barocken Stil errichten. Diese wurde im zeitlichen Wechsel sowohl von der evangelisch-reformierten als auch von der evangelisch-lutherischen Gemeinde genutzt. Für den Neubau hatte er selbst ein Orgelwerk sowie die Turmuhr und die Glocke beschafft.
Im Jahr 1785 wird Quittainen als ein adliges Gut mit einem gräflichen Schloss, Dorf und Vorwerk sowie einer Ziegelei am Flüsschen Selle mit insgesamt 31 Feuerstellen (Haushaltungen) beschrieben. Die Gerichtsfunktion wurde vom Stifts- und Armengericht Quittainen wahrgenommen.
Im 19. Jahrhundert verfügte Quittainen über eine eigene Poststation.
Um 1920 waren Rittergut und Forst Quittainen Teil der gleichnamigen Herrschaft. Zur Herrschaft Quittainen gehörten außerdem noch das Dorf Schönau, das Gut Komthurhof, das Rittergut Lägs, das Rittergut Matzweißen, das Rittergut Amalienhof, das Rittergut Mäken, das Rittergut Skollmen sowie das Rittergut Nauten mit den beiden Rittergütern Kanditten und Einhöfen; als Besitzer der Herrschaft war die Graf von Dönhoffsche Familien- und Armenstiftung eingetragen, deren Kurator Stanislaus Graf von Dönhoff, Majoratsherr auf Skandau, war.
Im Frühjahr 1945 wurde die Region von der Roten Armee besetzt. Bald darauf wurde die südliche Hälfte Ostpreußens mit dem Kreis Preußisch Holland und Quittainen von der Sowjetunion gemäß dem Potsdamer Abkommen dem kommunistischen Regime der Volksrepublik Polen zur Verwaltung unterstellt. Quittainen wurde in Kwitajny umbenannt. Soweit die deutschen Einwohner nicht vor Kriegsende geflohen oder bei Kriegshandlungen ums Leben gekommen waren, wurden sie in der Folgezeit größtenteils vertrieben und durften später nicht in ihren Besitz zurückkehren.

### Demographie
| Jahr | Einwohnerzahl | Anmerkungen                                                                                    |
| ---- | ------------- | ---------------------------------------------------------------------------------------------- |
| 1782 | –             | 31 Feuerstellen (Haushaltungen), davon drei Feuerstellen auf dem abgebauten Vorwerk Amalienhof |
| 1818 | 330           | adliges Dorf und Vorwerk im Besitz der Graf Dönhoffschen Stiftung                              |
| 1858 | 285           | sämtlich Evangelische, auf einer Fläche von 4220 Morgen                                        |
| 1864 | 286           | am 3. Dezember                                                                                 |
| 1867 | 322           | am 3. Dezember                                                                                 |
| 1871 | 300           | am 1. Dezember, sämtlich Evangelische                                                          |
| 1910 | 239           | am 1. Dezember                                                                                 |
| 1933 | 422           | [ 13 ]                                                                                         |
| 1939 | 379           | [ 13 ]                                                                                         |

## Schloss Quittainen

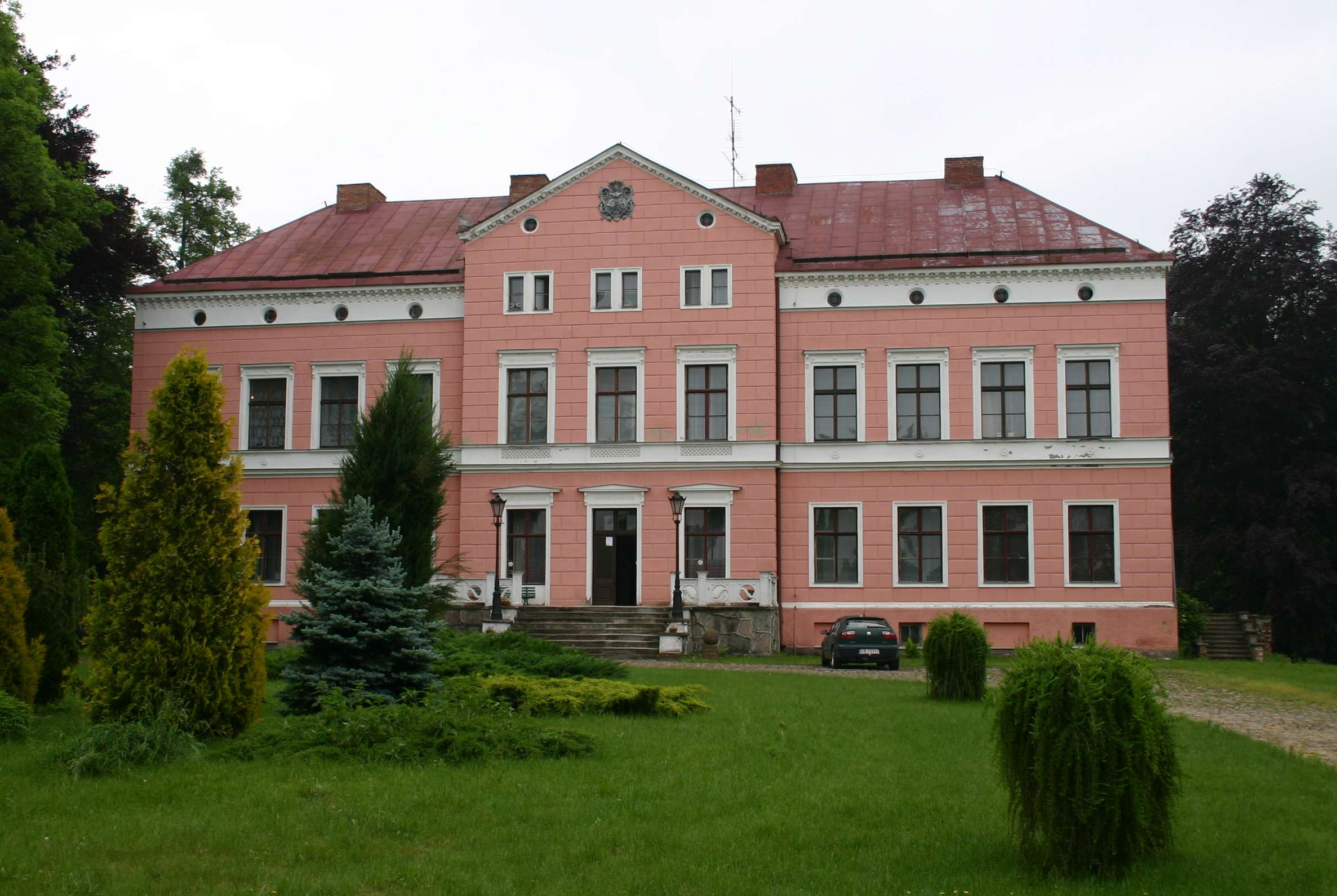
Schloss Quittainen, Mai 2007

Das Schloss wurde im Auftrag von Christoph Graf zu Dohna-Schlodien nach Plänen von Jean de Bodt um 1700 erbaut, wobei von diesen Plänen nur ein Stockwerk des Hauptgebäudes und ein Seitenflügel realisiert wurden.
Schloss und Gut Quittainen wechselten 1742 von der Familie Barfus an Philipp Otto Graf Dönhoff. Dieser erweiterte den Besitz durch Ankauf der Güter Schönau-Gehlfeldt, Nauten und Samrodt. In Quittainen ließ er das Schulhaus ausbauen.
Das Schloss wurde bis 1944 von Christoph Graf Dönhoff (1906–1992) bewohnt, der Diplomat gewesen war. Seine Schwester, die später bekannte Publizistin Marion Gräfin Dönhoff, bewohnte das gegenüberliegende Rentamt. Sie leitete den Gutsbetrieb während der Kriegsjahre. Sie begann im Januar 1945 von hier aus ihre Flucht Richtung Westen. In einem Brief an die Gräfin berichtete eine Bewohnerin von Quittainen über das Schicksal der zurückgebliebenen Dorf- und Gutsbewohner: Zehn Männer, sechs Frauen und Kinder waren erschossen und vierzehn Einwohner in die Sowjetunion deportiert worden.
Das Schlossgebäude wurde um 1985 renoviert und danach als Verwaltungs- und Wohngebäude genutzt. Das ehemalige Rentamt verfiel und ist nur noch als Ruine erhalten.

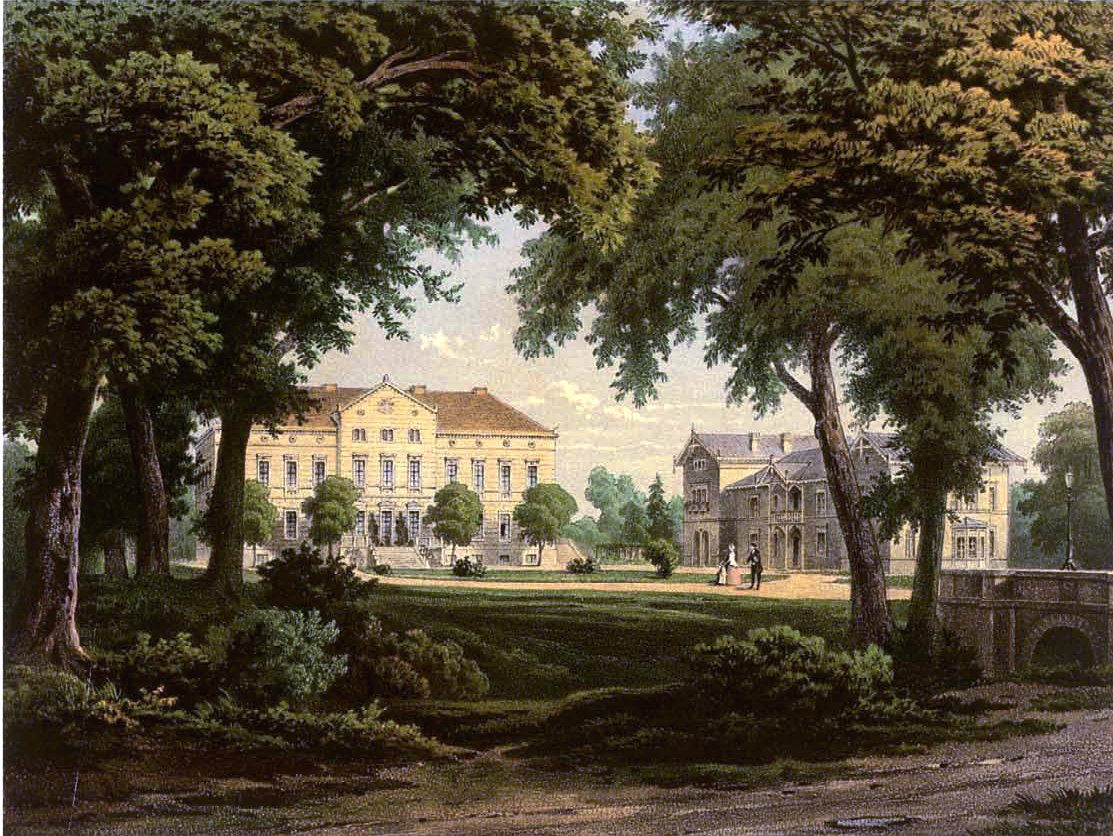
Schloss Quittainen, Mitte des 19. Jahrhunderts
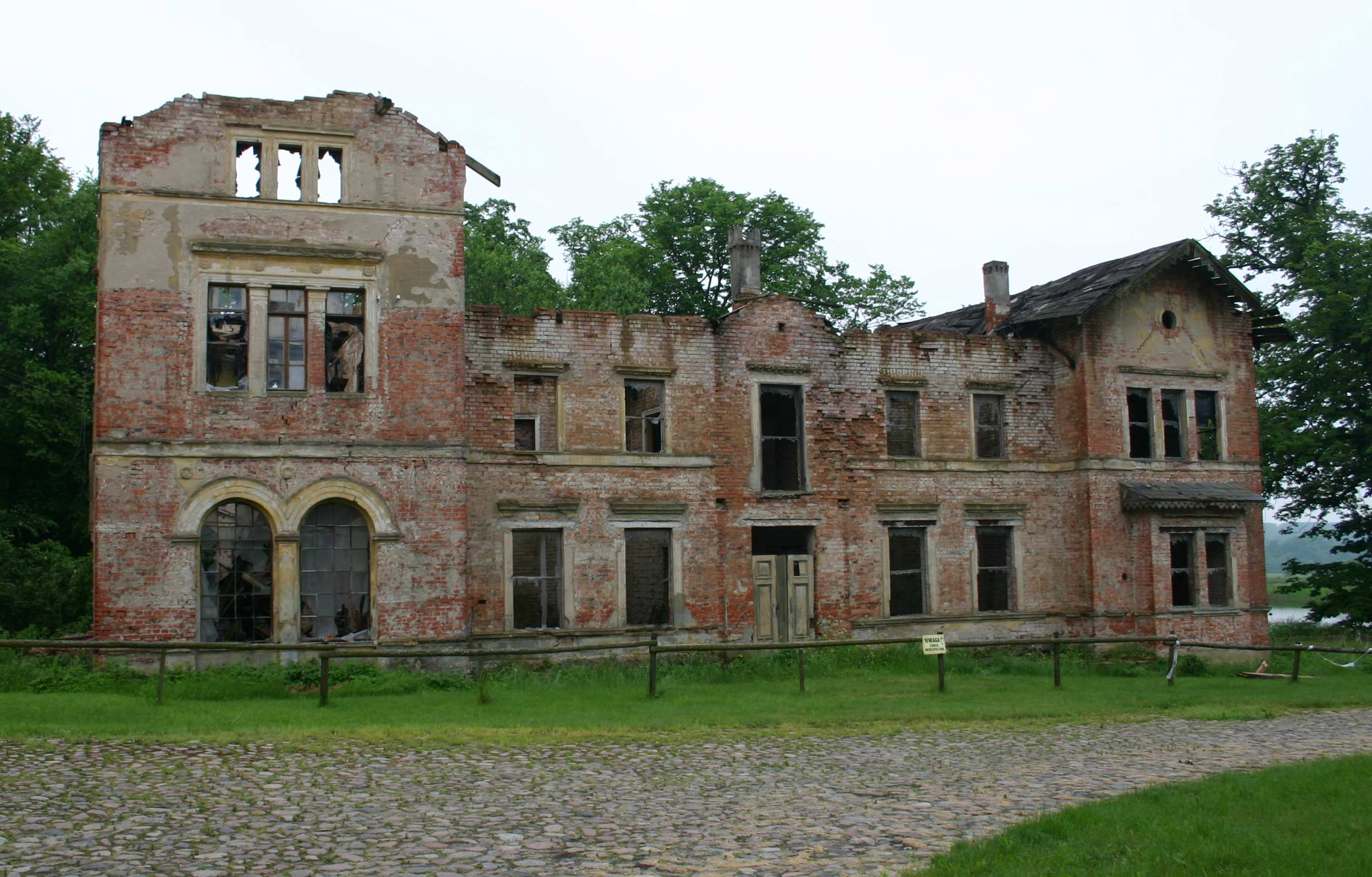
Rentamt 2007
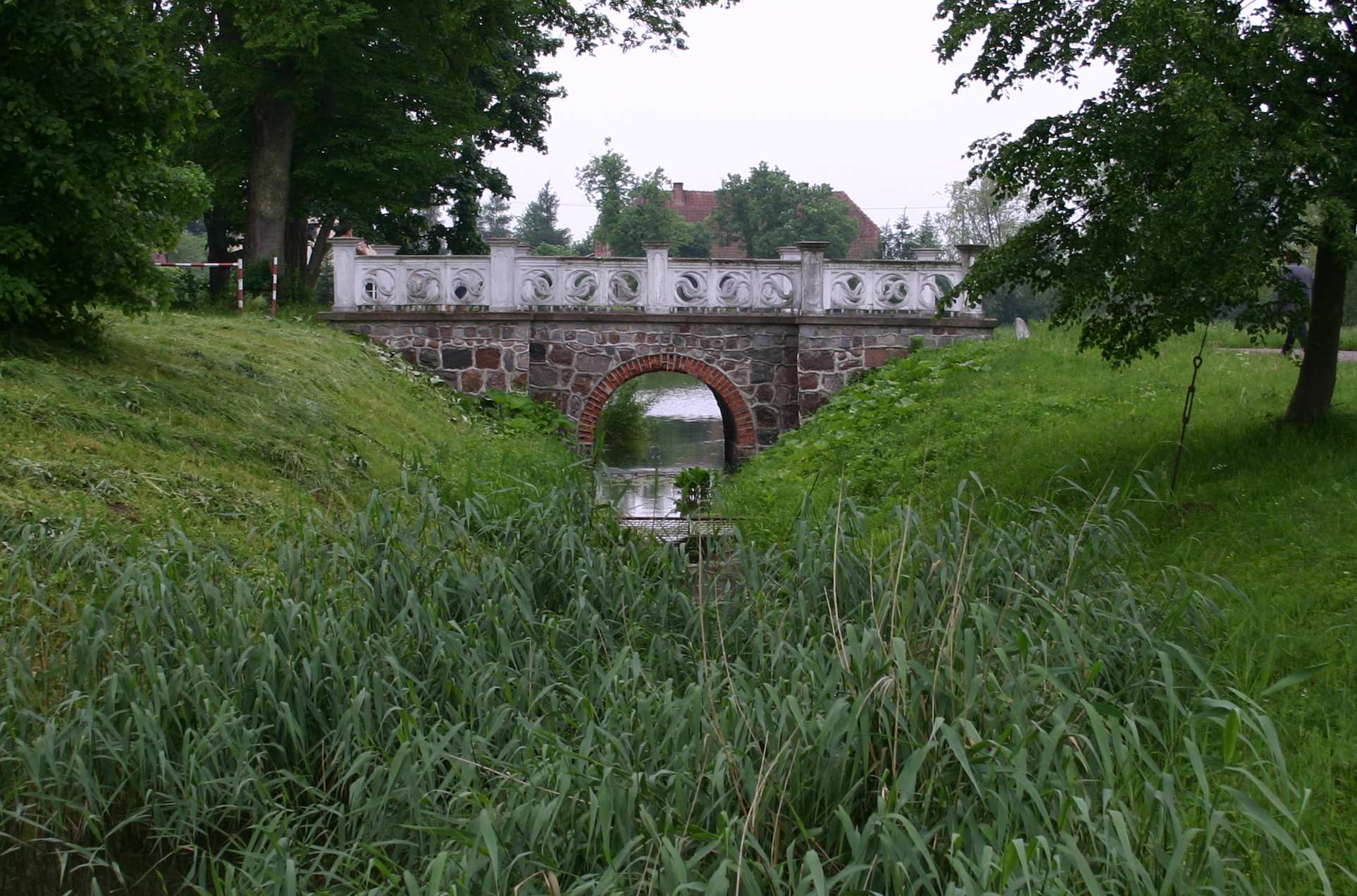
Brücke zu Schloss und Gutshof 2007
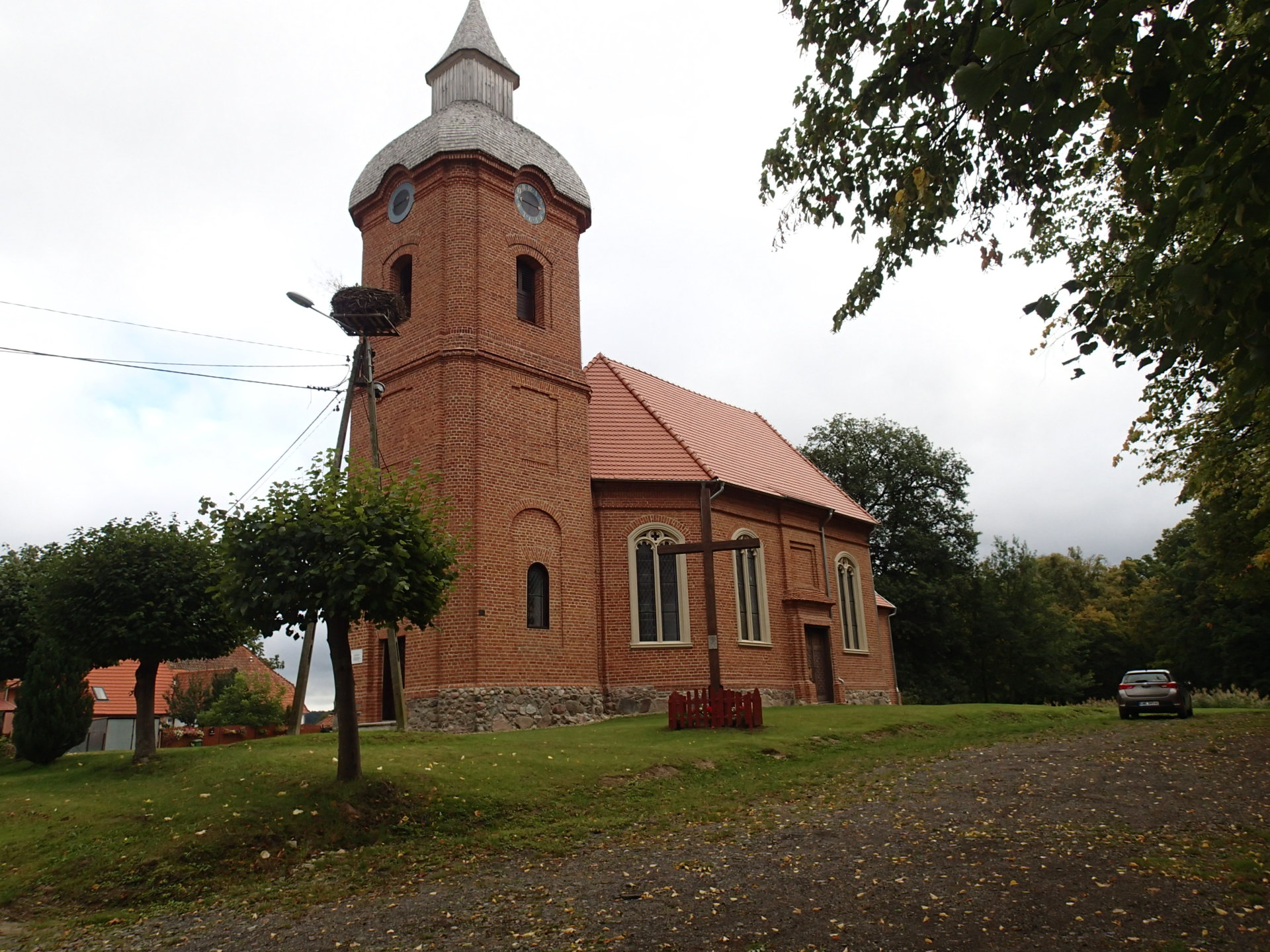
Gutskirche